# ジョナサン・フリッド
ジョン・ハーバート・フリッド（John Herbert Frid, 1924年12月2日 - 2012年4月13日または14日）は、カナダ出身の俳優である。ゴシック・テレビドラマ『Dark Shadows』で吸血鬼のバーナバス・コリンズ役で知られる。

## 生い立ち
オンタリオ州ハミルトンでスコットランド系の家庭に生まれる。
第二次世界大戦時にはカナダ海軍に従軍した。1948年にハミルトンのマックマスター大学を卒業し、翌年にロンドンの王立演劇学校に入った。1954年にアメリカ合衆国に渡り、1957年にはYale School of Dramaで監督の美術学修士号を取得した。1962年にジョナサン・フリッドというステージネームを使い始めた。

## キャリア

### 舞台作品
イェール大学生時代、ウィリアム・スナイダーの劇『A True And Special Friend』に出演した。

### テレビ・映画
1966年から1971年まで続いたテレビドラマ『Dark Shadows』では吸血鬼のバーナバス・コリンズ役を務めた。後に映画版『血の唇』が製作された。また、ティム・バートン監督による2012年のリメイク映画版にはカメオ出演している。

## 死去
2012年4月にオンタリオ州ハミルトンで87歳で亡くなった。死亡日は13日または14日と報じられている。